# Sergej Tarasov (horolezec)
Sergej Tarasov (rusky: Сергей Тарасов; * 1966 Jekatěrinburg) je ruský horolezec a reprezentant v ledolezení, finalista závodů světového poháru. V jednotlivých závodech světového poháru získal tři bronzové medaile v ledolezení na obtížnost a v celkovém hodnocení byl pětkrát na osmém místě.

## Závodní výsledky
| Mistrovství světa v ledolezení | Mistrovství světa v ledolezení | Mistrovství světa v ledolezení | Mistrovství světa v ledolezení | Mistrovství světa v ledolezení | Mistrovství světa v ledolezení | Mistrovství světa v ledolezení | Mistrovství světa v ledolezení |
| Rok                            | 2007                           | 2009                           | 2011                           | 2013                           | 2015                           | 2017                           | 2018                           |
| ------------------------------ | ------------------------------ | ------------------------------ | ------------------------------ | ------------------------------ | ------------------------------ | ------------------------------ | ------------------------------ |
| Obtížnost                      | 29-33                          | 21                             | 14                             | 7                              | 21-25                          | 26                             | (10)                           |
| Rychlost                       | —                              | ?                              | —                              | —                              | 38                             | —                              | (14)                           |
| Kombinace                      | nezávodilo se                  | nezávodilo se                  | nezávodilo se                  | nezávodilo se                  | nezávodilo se                  | nezávodilo se                  | 11                             |

| Světový pohár v ledolezení | Světový pohár v ledolezení | Světový pohár v ledolezení | Světový pohár v ledolezení | Světový pohár v ledolezení | Světový pohár v ledolezení | Světový pohár v ledolezení | Světový pohár v ledolezení | Světový pohár v ledolezení | Světový pohár v ledolezení | Světový pohár v ledolezení | Světový pohár v ledolezení | Světový pohár v ledolezení | Světový pohár v ledolezení |
| Rok                        | 2007                       | 2008                       | 2009                       | 2010                       | 2011                       | 2012                       | 2013                       | 2014                       | 2015                       | 2016                       | 2017                       | 2018                       | 2019                       |
| -------------------------- | -------------------------- | -------------------------- | -------------------------- | -------------------------- | -------------------------- | -------------------------- | -------------------------- | -------------------------- | -------------------------- | -------------------------- | -------------------------- | -------------------------- | -------------------------- |
| Obtížnost                  | 49-51                      | 15                         | 29                         | 8                          | 13                         | 8                          | 7-8                        | 8                          | 10                         | 8                          | 14                         | 13                         | 13                         |
| jednotlivě* (0/0/3)        | -, 29-33,-                 | 16, 15,19                  | 20, 21,25                  | 10,7, 9,12                 | 27,17, 14,11               | 6,11, 12,15,6              | 7,10, 10,26,10             | 16,, · 19,15,13            | ,23,16, · 21,9,17          | ,12, · -,10                | 13,8, -,-,15               | 22,12,17, 10-11,16         | ,13,7,-, x,x,x             |
|                            |                            |                            |                            |                            |                            |                            |                            |                            |                            |                            |                            |                            |                            |
| Rychlost                   | —                          | 15-16                      | —                          | 27-29                      | —                          | —                          | 31                         | —                          | 71-75                      | 12-13                      | —                          | —                          | 45-46                      |
| jednotlivě                 | —                          | 8,-,-                      | —                          | -,12, -,-                  | —                          | —                          | -,19, 26,27,-              | —                          | 25,-, -,-,-,-              | 5,14, 27,-                 | —                          | —                          | 23,30,-, x,x,x             |

* poznámka: napravo jsou poslední závody v roce
| Mistrovství Evropy v ledolezení | Mistrovství Evropy v ledolezení | Mistrovství Evropy v ledolezení | Mistrovství Evropy v ledolezení | Mistrovství Evropy v ledolezení |
| Rok                             | 2012                            | 2014                            | 2016                            | 2018                            |
| ------------------------------- | ------------------------------- | ------------------------------- | ------------------------------- | ------------------------------- |
| Obtížnost                       | 10                              | 11                              | 8-10                            | 11                              |
| Rychlost                        | —                               | —                               | —                               | —                               |